# Martin Warneck
Martin Paul Warneck (* 7. Juli 1869 in Dommitzsch, Kreis Torgau; † 4. April 1943 in Berlin-Lichterfelde) war ein deutscher Verlagsbuchhändler. Sein Buch-Verlag zeichnete sich durch ein klares evangelisches Profil aus.

Anzeige des Warneck-Verlages 1917

## Leben
Der Sohn des Archidiakons an der Kirche in Dommitzsch bei Torgau sowie späteren Begründers der modernen protestantischen Missionswissenschaft Gustav Adolf Warnecks und dessen Ehefrau Henriette Arna geb. Gerlach machte nach dem Umzug seiner Eltern ins Pfarrhaus nach Rothenschirmbach bei Eisleben im Jahre 1874 und nachfolgender höherer Schulausbildung – zuletzt in der Lateinschule in den Franckeschen Stiftungen – eine Lehre zum Buchhandlungs-Gehilfen beim Verlagsbuchhändler Julius Fricke in Halle an der Saale, während sein älterer Bruder, Johannes, sich auf den Beruf eines evangelischen Geistlichen – wie sein Vater – vorbereitete.
In der Leipziger Firma von H. G. Wallmann arbeitete er nach Beendigung der Lehrzeit als Buchhandlungs-Gehilfe. In einem späteren Empfehlungsschreiben bescheinigte H. G. Wallmann seinem ehemaligen Mitarbeiter, dass dieser, während er im Sortiment als Gehilfe arbeitete, ein tüchtiger, strebsamer Mann mit solidem Charakter war, der sich mit „tüchtigen Kenntnissen ausgerüstet“ hatte.

### Buchhändler-Gehilfe in Berlin
In der Zeit vom 1. März 1892 bis zum 15. September 1894 war Warneck in der Buchhandlung der Berliner Stadtmission auf einem „verantwortungsvollen Posten“ beschäftigt. Von den Geschäftsführern wurde er beim Ausscheiden dahingehend beurteilt, dass der angehende selbständige Buchhändler ein „Geschäft mit Fleiß, Gewissenhaftigkeit und Umsicht leiten“ kann. Auch der Inhaber der Deutschen Sonntagsschul-Buchhandlung in Berlin, Ludwig Burmeister, stellte ihm ein wohlwollendes Zeugnis aus für die Mitarbeit als Buchhändler in Berlin vor der Tätigkeit in der Buchhandlung der Berliner Stadtmission.

### Inhaber einer Buchhandlung
Nach dem Tod des Berliner Buchhändlers Hugo Rother verkaufte dessen Sohn das Buchgeschäft an den 25-jährigen Unternehmer. Warneck führte unter dem Namen Hugo Rother’s Theologische Buchhandlung (Martin Warneck) die Firma in Berlin weiter. Auf Grund freundschaftlicher Beziehungen zum Buchhändler Heinrich Gerhard Wallmann beauftragte er den erfahrenen Kollegen mit der Vertretung der neu erworbenen Buchhandlung auf dem Leipziger Handelsplatz deutschsprachiger Bücher.
Zu seinem Sortiment zählten nicht nur Bücher, sondern auch Kunstgegenstände wie Thorwaldsens Segnender Christus und „auf Holz gemalte Sprüche“ mit und ohne Malerei zum Aufstellen oder Aufhängen je nach Größe.

### Verleger
Am 1. Februar 1895 gründete Warneck einen eigenen Verlag aus dem Beweggrund heraus, dem „evangelischen Hause zu dienen, ihm gute Literatur zu besorgen“. Martin Warneck fasste nach 25 Jahren verlegerischer Tätigkeit die in seinem Verlag erschienenen Veröffentlichungen in vier Hauptgruppen zusammen:
- Theologische Werke
- Unterhaltungsliteratur
- Biographien
- Gelegenheitsveröffentlichungen.

Bereits als Inhaber eines jungen Medien-Unternehmens verfolgte er eine marktgerechte Sortimentspolitik und pflegte frühzeitig die Kommunikation zu den Autoren und Lesern insbesondere durch das Schalten von Anzeigen in Zeitungen sowie Fachzeitschriften und die Teilnahme an Buchmessen. Beispielsweise warb er 1897 im Börsenblatt für den deutschen Buchhandel für ein neues Jahrbuch mit dem Titel Aus Höhen und Tiefen, und er nahm mit einem Stand an der Internationalen Ausstellung für Buchgewerbe und Graphik 1914 in Leipzig teil. Er suchte die von ihm ausgewählten Autoren vielfach persönlich auf, um sie für seine Verlagsvorhaben zu gewinnen. Beispielsweise besuchte er nach Vermittlung des Worpsweder Malers Fritz Mackensen seine künftige Autorin Feodora von Schleswig-Holstein (1874–1910), die jüngste Schwester der Kaiserin Auguste-Viktoria, auf dem Krongut Bornstedt, die 1904 unter ihrem Pseudonym F. Hugin vier Erzählungen mit eigenem Buchschmuck unter dem Titel Wald in Warnecks Verlag veröffentlichte.
Zu seinen Autorinnen gehörte auch Selma Lagerlöf, deren Buch Das heilige Bild in Lucca und andere Erzählungen 1931 erschien. Eine seiner bekanntesten Editionen ist Martin Niemöllers Buch Vom U-Boot zur Kanzel, das 1934 erschien. Überdies vertrieb Warneck in seiner Verlagsbuchhandlung Bücher seines Vaters, Gustav Warneck, und auch seines Bruders, Johannes Warneck. Als Hobby-Fotograf illustrierte der Verleger gelegentlich die Veröffentlichungen mit eigenen Aufnahmen der darin vorgestellten Personen, beispielsweise in einer Erinnerungsschrift für seinen Vater, Gustav Warneck (* 1884; † 1910).
Bei den ersten Veröffentlichungen seines Verlages erschien 1898 ein Werk von Gustav Warneck mit dem Titel Abriß einer Geschichte der protestantischen Missionen von der Reformation bis auf die Gegenwart, deren Verlagsrechte Warneck von der J. C. Hinrichs’schen Buchhandlung in Leipzig ab der dritten Auflage erworben hatte. An der zehnten, neu bearbeiteten, erweiterten Auflage, die Johannes 1913 herausgegeben hatte, wirkte u. a. der Missionswissenschaftler Julius Richter mit.
In kirchlichen Amtsblättern wurden Mitteilungen gemacht, die besonders auf kirchenmusikalische Neuerscheinungen aus dem Verlage von Martin Warneck, Berlin W. 9, Schellingstr. 5 hinwiesen. So wurde 1926 mitgeteilt, dass bei Warneck ein Buch mit dem Titel „Stamm einheitlicher Melodien für Kirchenlieder“ für die evangelischen Gemeinden veröffentlicht wurde, das vom Deutschen Evangelischen Kirchenausschuß herausgegeben wurde. Ebenso erschien 1927 ein „Melodienbuch zum Deutschen Evangelischen Gesangbuch“.
Warneck nutzte die von seinem Verlag herausgegebenen Bücher für die Werbung zu weiteren Verlagstiteln und kurzen Inhaltsangaben, die er teils selbst verfasste und teils aus Buchbesprechungen von Feuilletonseiten verschiedener Tageszeitungen übernahm. Beispiele hierfür sind Bücher, die im Martin Warneck Verlag Berlin als Erst- bzw. Nachauflage erschienen, so Rezensionen in den Zeitungen Chemnitzer Tageblatt, Dresdner Nachrichten, Hamburger Nachrichten, Kasseler Post und Kölnische Volkszeitung.
Dem Jahrbuch für Brandenburgische Kirchengeschichte, das im Auftrag des Vereins für Brandenburgische Kirchengeschichte bis 1941/42 herausgegeben wurde, diente Warnecks Unternehmen als Kommissions-Verlag.

### Wahlspruch
Warneck wählte als Motto für seine berufliche Tätigkeit die religiöse Einladung in lateinischer Sprache Sursum corda. Dieser Wahlspruch zierte zeitweilig seine im kaiserlichen Deutschland und in der Weimarer Republik grafisch und inhaltlich unterschiedlich gestalteten Verlagslogos.
Das Logo des Verlages von Martin Warneck am Buchtitel schmückte beispielsweise das 1910 erschienene Buch Die Mutter im deutschen Liede. Die Wort-Bild-Marke als Markenzeichen seines Verlages enthielt sowohl den Wahlspruch Warnecks in lateinischer Sprache als auch einen weiteren Leitspruch, jedoch in Altgriechisch: ΔΙ ΕΝΌΣ ΠΆΝΤΑ (Durch einen [Jesus Christus] alles), den Wahlspruch des Wingolf, sowie die – mit der Lutherrose halb verdeckten – Anfangsbuchstaben „MW“ seines Vor- und Familiennamens.
Bereits im Jahre 1901 hatte Warneck seinen Wahlspruch und das Motto in einem ähnlichen Wort-Bild-Zeichen unterhalb des Titels auf einer Verlagsbroschüre drucken lassen.
Als grafisches Gestaltungselement wurden eine sich kreuzende Fackel mit einem Hermesstab sowie eine darüber befindliche Eule – sinnbildhaft für Weisheit und Handel – verwendet. Die Anfangsbuchstaben „MW“ von Martin Warnecks Vor- und Familiennamen zierten die Symbolelemente Fackel und Hermesstab, jedoch noch ohne zusätzliche Abbildung der Lutherrose. Später ließ der Verlagsinhaber als weiteres Markenzeichen in Frakturschrift die Großbuchstaben „MW“ mit einer sie krönenden, flammenden Kerze und einen angedeuteten Kerzenhalter auf die Titelseite seiner Verlagsprodukte drucken oder verzichtete im Endeffekt ganz auf ein Signet.

## Ehrenämter (Auswahl)
Der Verlagsbuchhändler Martin Warneck war Mitglied im Central-Comité im „Armenischen Hilfswerk“ von Johannes Lepsius und hatte dort die Funktion des Schatzmeisters seit 1896 inne. Er war Leiter der Sammelstelle des Zentralkomitees des „Armenischen Hilfswerks“ bis 1916.
Vor 1925 war Warneck mehr als ein Jahrzehnt Vorsitzender des 1886 gegründeten Vereins von Verlegern christlicher Literatur. Um 1900 war Mitglied des Vorstands dieses Verleger-Vereins zusammen mit dem Pfarrerssohn Johannes Mohn, Gütersloh, und zwei weiteren Verlegern aus Leipzig.

## Editionen (Auswahl)
In einem Katalog der anlässlich des 25-jährigen Jubiläums des Verlages von Martin Warnick veröffentlicht wurde, nahm der Berliner Verleger die seit 1895 bis Redaktionsschluss 1919 von ihm herausgebrachten Werke auf. Auch in den kommenden Jahren bemühte sich Warneck erfolgreich seine innere Einstellung zum guten evangelischen Buch als Quelle seines Handelns wirksam werden zu lassen.
Zu den entsprechenden Titeln, die auf dem Hintergrund der Auseinandersetzung zwischen der Bekennenden Kirche und den Deutschen Christen entstanden sind, zählen insbesondere:
- Martin Niemöller: Vom U-Boot zur Kanzel, 1934
- Otto Dibelius/Martin Niemöller: Wir rufen Deutschland zu Gott, 1937[43]
- Walther Borning (u. a. Hrsg.): Die zehn Gebote nach dem Kleinen Katechismus, 1938[44]

Überdies widmete sich Warnecks Verlag der Unterhaltungsliteratur wie
- Warneck, Johannes: Werfet eure Netze aus. Erinnerungen. 1938[45]
- Schröder, Walter: Märkische Balladen. Illustriert von Hans Wilting. 1939[46]
- Keßler, Walther (Hrsg.): Und eines Tages öffnet sich die Tür. Briefe zweier Liebender. 1939[47]
- Elle Nay-Moering[48] : Bilderbuch einer kleinen Frau. Einbandzeichnung: Klaus Andreas Moering. 1942[49]
- Bernt von Heiseler: Das Ehrenwort. Mit Zeichnungen von Eugen Ledebur. Feldpostausgabe
- Elle Nay-Moering: Mary und Mary. Drei Erzählungen. Feldpostausgabe
- Hans Leb: Die Mutter. Novelle. Feldpostausgabe
- Pfeiffer-Belli, Erich: Stunde der Heimkehr. [Stunde der Heimkehr. Die Flucht der schönen Celestina. Das Leben für Theresa.] Feldpostausgabe 1943
- Winnig, August: Käuze und Schelme. Feldpostausgabe 1943[50]

Anzeige des Warneck-Verlages 1938

Warneck verlegte aber auch zahlreiche nationalsozialistische Autoren und brachte nationalsozialistische Propagandaschriften heraus.
Beispiele sind:
- Steinmetz,  Sebald Rudolf: Deutscher Nationalsozialismus : Eine Würdigung aus d. Niederlanden,  1933
- Wilamowitz-Moellendorff,  Fanny von: Carin Göring, 1933
- Schairer, Immanuel B.: Volk – Blut – Gott, 1933
- Dohrmann, Franz:  Gedächtnisrede über Offb. Joh. 2, V. 10 für den verewigten Reichspräsidenten und Generalfeldmarschall Paul von Beneckendorff und von Hindenburg, 1934
- Göring, Herbert L. W. Ich muß dabei sein! 1936
- Gudehus, Friedrich: August Winnig, 1938
- Admiral von Trotha : Persönliches, Briefe, Reden und Aufzeichnungen mit Vorworten von Erich Raeder und Baldur von Schirach, 1938

Wie jeder Verleger, der in Deutschland publizieren wollte, war Warneck in der Reichsschrifttumskammer. Zu diesem Zeitpunkt entlastete sein Sohn, Gustav, bereits den Vater in geschäftlichen Dingen. Beispielsweise endete die Annonce zur Ankündigung des alljährlichen Bücherverzeichnis für das Jahr 1939 mit einer Aufforderung von „Gustav Warneck i. Fa. Martin Warneck Verlagsbuchhandlung Berlin W 30 Geißbergstraße 34“ zur Überlassung von Rezensions-Exemplaren: Die Verleger, deren Neuerscheinungen wert sind, in diesem Verzeichnis aufgenommen zu werden, werden um recht baldige Übersendung von Besprechungsexemplaren gebeten.
In den 1930er Jahren gehörten zu den Gelegenheitsveröffentlichungen des Verlages Martin Warneck in Farbe gedruckte Ansichts-Postkarten, darunter solche mit Zeichnungen zu Grimms Märchen, beispielsweise „Tischlein deck dich“, und Neujahrskarten mit Motiven aus der Natur verbunden mit Segenswünschen.

## Familie
Warneck hatte 6 Kinder.
Johannes und Gustav waren beide im Buchhandel tätig. Sein ältester Sohn Johannes übernahm die am 1. Oktober 1894 erworbene Firma Hugo Rothers Buchhandlung (Martin Warneck), während der unter Warnecks Namen 1895 gegründete „Verlag Martin Warneck“ zunächst vom Gründer geleitet wurde. Sein zweiter Sohn Gustav unterstützte beruflich den Vater und wurde schließlich Mitinhaber des Verlages Martin Warneck.
Das Börsenblatt für den Deutschen Buchhandel informierte Anfang 1945, dass der Verlag von Martin Warneck sein 50-jähriges Firmenjubiläum in Berlin-Lichterfelde als „Gedenktag“ begehen könne. Dass der Verlagsbuchhändler Martin Warneck bereits zu diesem Zeitpunkt in Berlin verstorben war, hatte das Leipziger Börsenblatt 1943 mitgeteilt. Ebenso zeitnah hatte die Berliner Börsen-Zeitung in einer Traueranzeige den Todesfall bekannt gegeben.
Die Geschäfte in der Innenstadt Berlins waren im Januar 1945 größtenteils kriegsbedingt zerstört.
Martin Warneck ist am 4. April 1943 um 17:30 Uhr in seiner Wohnung in der Augustastraße 31 in Berlin-Lichterfelde an einer Leukämie verstorben. Er war seit dem 13. Mai 1890 mit Emmi Carla Sophie geb. Clausen verheiratet.
Einer seiner Söhne betrieb nach Kriegsende ein eigenes Buchhandelsgeschäft weiter unter der Firma Gustav Warneck Buchhandlung Berlin und veröffentlichte dort 1946 ein Erstlingswerk der jungen Grafikerin und Malerin Inge Millies: 30 farbig gestaltete Bilder zu 15 Märchen der Brüder Grimm.